# Piscataway Township
Piscataway Township ist eine Gemeinde im Middlesex County des Bundesstaats New Jersey in den USA. Das U.S. Census Bureau hat bei der Volkszählung 2020 eine Einwohnerzahl von 60.804 ermittelt.

## Geographie
Nach den Angaben des United States Census Bureaus hat die Ortschaft eine Gesamtfläche von 49,1 km², davon 48,6 km² Land und 0,5 km² (1,05 %) Wasser. Im Südwesten begrenzt der Raritan River Piscataway. Die Siedlung Society Hill wird von der US-Statistikbehörde als Census-designated place geführt.

## Demographie
Bei der Volkszählung 2010 wurden 56.044 Einwohner registriert.
Nach der Volkszählung von 2000 gab es 50.482 Menschen, 16.500 Haushalte und 12.325 Familien in der Stadt. Die Bevölkerungsdichte betrug 1.037,9 Einwohner pro km². 48,81 % der Bevölkerung waren Weiße, 20,31 % Afroamerikaner, 0,21 % amerikanische Ureinwohner, 24,80 % Asiaten, 0,03 % pazifische Insulaner, 3,08 % anderer Herkunft und 2,77 % Mischlinge. 7,93 % waren Latinos unterschiedlicher Abstammung.
Von den 16.500 Haushalten hatten 34,6 % Kinder unter 18 Jahre. 60,6 % davon waren verheiratete, zusammenlebende Paare, 10,4 % waren alleinerziehende Mütter, 25,3 % waren keine Familien, 19,5 % bestanden aus Singlehaushalten und in 5,4 % Menschen waren älter als 65. Die Durchschnittshaushaltsgröße betrug 2,84, die Durchschnittsfamiliengröße 3,29.
21,9 % der Bevölkerung waren unter 18 Jahre alt, 14,1 % zwischen 18 und 24, 33,3 % zwischen 25 und 44, 22,1 % zwischen 45 und 64, 8,7 % älter als 65. Das Durchschnittsalter betrug 33 Jahre, das Verhältnis Frauen zu Männer 100:97,9, für Menschen älter als 18 Jahre betrug das Verhältnis 100:95,2.
Das jährliche Durchschnittseinkommen der Haushalte betrug 68.721 USD, das Durchschnittseinkommen der Familien 75.218 USD. Männer hatten ein Durchschnittseinkommen von 47.188 USD, Frauen 36.271 USD. Der Prokopfeinkommen betrug 26.321 USD. 3,8 % der Bevölkerung und 2,7 % der Familien lebten unterhalb der Armutsgrenze, davon waren 3,3 % Kinder oder Jugendliche jünger als 18 Jahre und 4,3 % der Menschen waren älter als 65.

## Bildung
Auf dem Gebiet des Townships befinden sich Einrichtungen der Rutgers University.

## Persönlichkeiten
- Asjha Jones (* 1980), Basketballspielerin